# Kevin Levrone

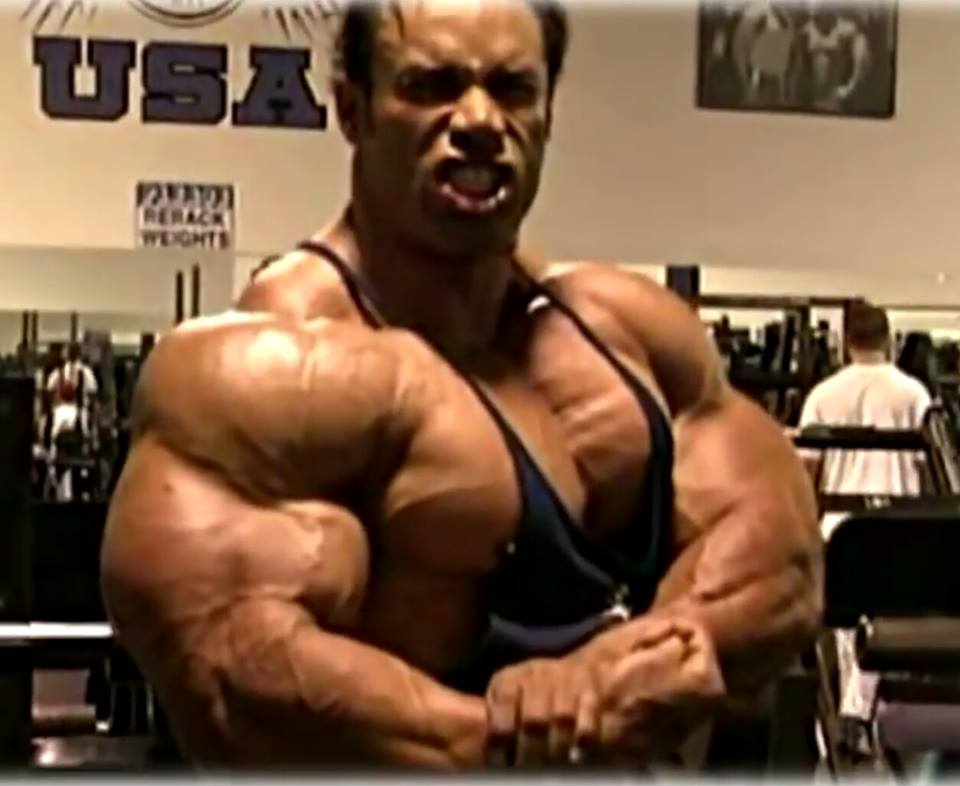

Kevin Levrone (Baltimora, 16 luglio 1964) è un culturista statunitense IFBB.

## Biografia
Levrone è nato da padre italiano e madre afro-americana il 16 luglio 1964 a Baltimora, nel Maryland, il più giovane di sei figli. Oltre alla sua carriera di culturista professionista, Levrone ha anche portato avanti una carriera di attore e musicista.
Originariamente, Levrone ha iniziato ad allenarsi presso la palestra Metro fitness di Linthicum ed ha vinto la sua prima competizione al peso di 190 libbre. Nel corso della sua carriera, Levrone ha vinto ventidue titoli IFBB. Ha vinto l'Arnold Classic due volte (1994 e 1996), ed è arrivato secondo a Mr. Olympia quattro volte in dieci anni (1992, 1995, 2000 e 2002).
Come attore, il primo film interpretato da Levrone è stato Backlash del 2006. Film successivi di Levrone includono  Redline ed I Am. Il 25 marzo 2009, Levrone ha lanciato un blog dedicato al culturismo ed al fitness, e nel 2010 una linea di integratori per il culturismo, chiamata Nitric Pump Blend.
Ha partecipato come guest star all'edizione di Mr.Olympia del 2016, dopo 13 anni di inattività agonistica, preparandosi in soli 5 mesi ed arrivando al 16º posto.

## Cronologia delle competizioni
- 1991 Junior Nationals - NPC, HeavyWeight, 2nd
- 1991 Nationals - NPC, HeavyWeight, 1st
- 1991 Nationals - NPC, Overall Winner
- 1992 Chicago Pro Invitational, 3rd
- 1992 Night of Champions, 1st
- 1992 Mr. Olympia, 2nd
- 1993 Grand Prix France (2), 5th
- 1993 Grand Prix Germany (2), 1st
- 1993 Grand Prix Spain, 3rd
- 1993 Mr. Olympia, 5th
- 1994 Arnold Classic, 1st
- 1994 Grand Prix England, 2nd
- 1994 Grand Prix France (2), 1st
- 1994 Grand Prix Germany, 2nd
- 1994 Grand Prix Italy, 1st
- 1994 Grand Prix Spain, 2nd
- 1994 Mr. Olympia, 3rd
- 1994 San Jose Pro Invitational, 1st
- 1995 Grand Prix England, 2nd
- 1995 Grand Prix Germany, 1st
- 1995 Grand Prix Russia, 1st
- 1995 Grand Prix Spain, 1st
- 1995 Mr. Olympia, 2nd

- 1996 Arnold Classic, 1st
- 1996 Grand Prix Czech Republic, 2nd
- 1996 Grand Prix England, 2nd
- 1996 Grand Prix Germany, 3rd
- 1996 Grand Prix Russia, 2nd
- 1996 Grand Prix Spain, 2nd
- 1996 Grand Prix Switzerland, 3rd
- 1996 Mr. Olympia, 3rd
- 1996 San Jose Pro Invitational, 1st
- 1997 Arnold Classic, 2nd
- 1997 Grand Prix Czech Republic, 1st
- 1997 Grand Prix England, 1st
- 1997 Grand Prix Finland, 1st
- 1997 Grand Prix Germany, 1st
- 1997 Grand Prix Hungary, 1st
- 1997 Grand Prix Russia, 2nd
- 1997 Grand Prix Spain, 1st
- 1997 Mr. Olympia, 4th
- 1998 Grand Prix Finland, 2nd

- 1998 Grand Prix Germany, 2nd
- 1998 Night of Champions, 2nd
- 1998 Mr. Olympia, 4th
- 1998 San Francisco Pro Invitational, 1st
- 1998 Toronto Pro Invitational, 2nd
- 1999 Arnold Classic, 2nd
- 1999 Grand Prix England, 3rd
- 1999 Mr. Olympia, 4th
- 1999 World Pro Championships, 3rd
- 2000 Arnold Classic, 3rd
- 2000 Mr. Olympia, 2nd
- 2001 Grand Prix England, 1st
- 2001 Mr. Olympia, 3rd
- 2002 Arnold Classic, 5th
- 2002 Grand Prix Australia, 4th
- 2002 Mr. Olympia, 2nd
- 2003 Arnold Classic, 5th
- 2003 Mr. Olympia, 6th
- 2003 Show of Strength Pro Championship, 3rd
- 2016 Mr. Olympia, 16th
- 2018 Arnold Classic Australia, 13th

## Filmografia
- 2006 The Enchanted Pixie Forest (2006)
- 2006 Backlash, regia di David Chameides (2006)
- 2007 Redline, regia di Andy Cheng (2007)
- 2010 I Am, regia di Matt Russell (2010)